# Pascal Perrier-David
Pascal Perrier-David (Oullins, 18 febbraio 1975) è un ex cestista francese.

## Palmarès
- Campionato svizzero: 2

Fribourg: 2006-07, 2007-08
- Coppa di Svizzera: 1

Fribourg: 2007
- Coppa di Lega Svizzera: 2

Fribourg: 2007, 2008